# 1. ŽNL Karlovačka 2011./12.
Naslov prvaka je osvojila NK Duga Resa 1929, dok su iz lige ispali NK Cetingrad i NK Mladost Zagorje Ogulinsko.

## Tablica
| Mj. | Klub                         | Sus. | Pobj. | Ner. | Por. | GR.   | Bod. |
| --- | ---------------------------- | ---- | ----- | ---- | ---- | ----- | ---- |
| 1.  | NK Duga Resa 1929            | 26   | 20    | 4    | 2    | 73:16 | 64   |
| 2.  | NK Ogulin                    | 26   | 19    | 3    | 4    | 80:30 | 60   |
| 3.  | NK Zrinski Ozalj             | 26   | 15    | 2    | 9    | 58:31 | 47   |
| 4.  | NK Mostanje ALL Karlovac     | 26   | 13    | 6    | 7    | 62:36 | 45   |
| 5.  | NK Dobra Sveti Petar         | 26   | 13    | 4    | 9    | 67:38 | 43   |
| 6.  | NK Croatia '78 Žakanje       | 26   | 13    | 3    | 10   | 53:49 | 42   |
| 7.  | NK Vatrogasac                | 26   | 10    | 8    | 8    | 42:30 | 38   |
| 8.  | NK Vrlovka Kamanje           | 26   | 11    | 5    | 10   | 52:44 | 38   |
| 9.  | NK Draganić                  | 26   | 10    | 6    | 10   | 50:58 | 36   |
| 10. | NK Mladost Rečica            | 26   | 11    | 2    | 13   | 53:62 | 35   |
| 11. | NK Oštarije                  | 26   | 7     | 3    | 16   | 31:63 | 24   |
| 12. | NK VOŠK Belavići             | 26   | 6     | 5    | 15   | 42:79 | 23   |
| 13. | NK Cetingrad                 | 26   | 4     | 3    | 19   | 41:97 | 15   |
| 14. | NK Mladost Zagorje Ogulinsko | 26   | 3     | 0    | 23   | 26:96 | 9    |

## Rezultati
| NK Duga Resa 1929 - NK Croatia '78 Žakanje 1:2 NK Cetingrad - NK Mostanje ALL Karlovac 5:1 NK Zrinski Ozalj - NK Mladost Rečica 3:0 NK Ogulin - NK Dobra Sveti Petar 1:2 NK Vrlovka Kamanje - NK VOŠK Belavići 1:1 NK Oštarije - NK Mladost Zagorje Ogulinsko 3:1 NK Vatrogasac Gornje Mekušje - NK Draganić 1:2 | NK Mostanje ALL Karlovac - NK Mladost Zagorje Ogulinsko 6:0 NK Mladost Rečica - NK Oštarije 1:0 NK VOŠK Belavići - NK Zrinski Ozalj 3:2 NK Dobra Sveti Petar - NK Vrlovka Kamanje 6:0 NK Croatia '78 Žakanje - NK Ogulin 0:2 NK Draganić - NK Duga Resa 1929 1:4 NK Cetingrad - NK Vatrogasac Gornje Mekušje 0:2                            | NK Vatrogasac Gornje Mekušje - NK Mostanje ALL Karlovac 0:0 NK Duga Resa 1929 - NK Cetingrad 6:0 NK Ogulin - NK Draganić 3:1 NK Vrlovka Kamanje - NK Croatia '78 Žakanje 0:0 NK Zrinski Ozalj - NK Dobra Sveti Petar 2:1 NK Oštarije - NK VOŠK Belavići 2:0 NK Mladost Zagorje Ogulinsko - NK Mladost Rečica 3:2    |
| NK Mostanje ALL Karlovac - NK Mladost Rečica 1:4 NK VOŠK Belavići - NK Mladost Zagorje Ogulinsko 6:5 NK Dobra Sveti Petar - NK Oštarije 5:0 NK Croatia '78 Žakanje - NK Zrinski Ozalj 3:1 NK Draganić - NK Vrlovka Kamanje 1:0 NK Cetingrad - NK Ogulin 0:2 NK Vatrogasac Gornje Mekušje - NK Duga Resa 1929 1:1 | NK Duga Resa 1929 - NK Mostanje ALL Karlovac 1:2 NK Ogulin - NK Vatrogasac Gornje Mekušje 6:3 NK Vrlovka Kamanje - NK Cetingrad 6:2 NK Zrinski Ozalj - NK Draganić 4:0 NK Oštarije - NK Croatia '78 Žakanje 0:1 NK Mladost Zagorje Ogulinsko - NK Dobra Sveti Petar 0:1 NK Mladost Rečica - NK VOŠK Belavići 2:2                            | NK Mostanje ALL Karlovac - NK VOŠK Belavići 2:1 NK Dobra Sveti Petar - NK Mladost Rečica 3:2 NK Croatia '78 Žakanje - NK Mladost Zagorje Ogulinsko 3:2 NK Draganić - NK Oštarije 3:1 NK Cetingrad - NK Zrinski Ozalj 1:5 NK Vatrogasac Gornje Mekušje - NK Vrlovka Kamanje 1:1 NK Duga Resa 1929 - NK Ogulin 3:0    |
| NK Ogulin - NK Mostanje ALL Karlovac 1:0 NK Vrlovka Kamanje - NK Duga Resa 1929 0:1 NK Zrinski Ozalj - NK Vatrogasac Gornje Mekušje 3:0 NK Oštarije - NK Cetingrad 4:0 NK Mladost Zagorje Ogulinsko - NK Draganić 1:3 NK Mladost Rečica - NK Croatia '78 Žakanje 0:4 NK VOŠK Belavići - NK Dobra Sveti Petar 2:1 | NK Mostanje ALL Karlovac - NK Dobra Sveti Petar 3:1 NK Croatia '78 Žakanje - NK VOŠK Belavići 5:0 NK Draganić - NK Mladost Rečica 2:0 NK Cetingrad - NK Mladost Zagorje Ogulinsko 1:2 NK Vatrogasac Gornje Mekušje - NK Oštarije 1:0 NK Duga Resa 1929 - NK Zrinski Ozalj 3:2 NK Ogulin - NK Vrlovka Kamanje 1:0                            | NK Vrlovka Kamanje - NK Mostanje ALL Karlovac 1:2 NK Zrinski Ozalj - NK Ogulin 2:1 NK Oštarije - NK Duga Resa 1929 1:3 NK Mladost Zagorje Ogulinsko - NK Vatrogasac Gornje Mekušje 2:0 NK Mladost Rečica - NK Cetingrad 7:2 NK VOŠK Belavići - NK Draganić 3:1 NK Dobra Sveti Petar - NK Croatia '78 Žakanje 3:0    |
| NK Duga Resa 1929 - NK Mladost Zagorje Ogulinsko 3:0 NK Draganić - NK Dobra Sveti Petar 4:4 NK Vrlovka Kamanje - NK Zrinski Ozalj 3:1 NK Mostanje ALL Karlovac - NK Croatia '78 Žakanje 3:2 NK Ogulin - NK Oštarije 1:1 NK Cetingrad - NK VOŠK Belavići 5:2 NK Vatrogasac Gornje Mekušje - NK Mladost Rečica 3:2 | NK Zrinski Ozalj - NK Mostanje ALL Karlovac 0:4 NK Oštarije - NK Vrlovka Kamanje 1:0 NK Mladost Zagorje Ogulinsko - NK Ogulin 1:6 NK Mladost Rečica - NK Duga Resa 1929 0:5 NK VOŠK Belavići - NK Vatrogasac Gornje Mekušje 1:1 NK Dobra Sveti Petar - NK Cetingrad 5:0 NK Croatia '78 Žakanje - NK Draganić 3:3                            | NK Mostanje ALL Karlovac - NK Draganić 1:1 NK Cetingrad - NK Croatia '78 Žakanje 5:2 NK Vatrogasac Gornje Mekušje - NK Dobra Sveti Petar 0:0 NK Duga Resa 1929 - NK VOŠK Belavići 2:1 NK Ogulin - NK Mladost Rečica 2:1 NK Vrlovka Kamanje - NK Mladost Zagorje Ogulinsko 2:1 NK Zrinski Ozalj - NK Oštarije 5:0    |
| NK Oštarije - NK Mostanje ALL Karlovac 1:7 NK Mladost Zagorje Ogulinsko - NK Zrinski Ozalj 0:2 NK Mladost Rečica - NK Vrlovka Kamanje 3:2 NK VOŠK Belavići - NK Ogulin 1:7 NK Dobra Sveti Petar - NK Duga Resa 1929 0:1 NK Croatia '78 Žakanje - NK Vatrogasac Gornje Mekušje 2:0 NK Draganić - NK Cetingrad 4:2 | NK Dobra Sveti Petar - NK Ogulin 1:2 ↓1 NK Mostanje ALL Karlovac - NK Cetingrad 7:2 ↓1 NK Draganić - NK Vatrogasac Gornje Mekušje 0:0 ↓1 NK Mladost Rečica - NK Zrinski Ozalj 2:0 ↓1 NK Mladost Zagorje Ogulinsko - NK Oštarije 1:4 ↓1 NK Croatia '78 Žakanje - NK Duga Resa 1929 0:1 ↓1 ↓2 NK VOŠK Belavići - NK Vrlovka Kamanje 2:5 ↓1 ↓2 | NK Mladost Zagorje Ogulinsko - NK Mostanje ALL Karlovac 1:3 NK Oštarije - NK Mladost Rečica 3:0 ↓3 NK Zrinski Ozalj - NK VOŠK Belavići 3:0 NK Vrlovka Kamanje - NK Dobra Sveti Petar 0:1 NK Duga Resa 1929 - NK Draganić 3:1 NK Ogulin - NK Croatia '78 Žakanje 5:1 NK Vatrogasac Gornje Mekušje - NK Cetingrad 3:0 |
| NK Cetingrad - NK Duga Resa 1929 0:3 NK Draganić - NK Ogulin 1:2 NK Mostanje ALL Karlovac - NK Vatrogasac Gornje Mekušje 0:1 NK Dobra Sveti Petar - NK Zrinski Ozalj 1:1 NK Croatia '78 Žakanje - NK Vrlovka Kamanje 1:2 NK VOŠK Belavići - NK Oštarije NK Mladost Rečica - NK Mladost Zagorje Ogulinsko 6:0     | NK Duga Resa 1929 - NK Vatrogasac Gornje Mekušje 0:0 NK Ogulin - NK Cetingrad 4:1 NK Zrinski Ozalj - NK Croatia '78 Žakanje 3:0 NK Mladost Rečica - NK Mostanje ALL Karlovac 3:2 NK Mladost Zagorje Ogulinsko - NK VOŠK Belavići 0:2 NK Vrlovka Kamanje - NK Draganić 2:2 NK Oštarije - NK Dobra Sveti Petar 1:1                            | NK Mostanje ALL Karlovac - NK Duga Resa 1929 1:1 NK Vatrogasac Gornje Mekušje - NK Ogulin 0:1 NK Dobra Sveti Petar - NK Mladost Zagorje Ogulinsko 10:2 NK Cetingrad - NK Vrlovka Kamanje 0:6 NK Draganić - NK Zrinski Ozalj 0:2 NK Croatia '78 Žakanje - NK Oštarije 3:1 NK VOŠK Belavići - NK Mladost Rečica 2:3   |
| NK Ogulin - NK Duga Resa 1929 2:2 NK Zrinski Ozalj - NK Cetingrad 6:0 NK VOŠK Belavići - NK Mostanje ALL Karlovac 3:2 NK Mladost Rečica - NK Dobra Sveti Petar 2:1 NK Mladost Zagorje Ogulinsko - NK Croatia '78 Žakanje 1:4 NK Vrlovka Kamanje - NK Vatrogasac Gornje Mekušje 3:2 NK Oštarije - NK Draganić 0:3 | NK Duga Resa 1929 - NK Vrlovka Kamanje 6:0 NK Mostanje ALL Karlovac - NK Ogulin 1:1 NK Vatrogasac Gornje Mekušje - NK Zrinski Ozalj 1:2 NK Dobra Sveti Petar - NK VOŠK Belavići 3:0 NK Croatia '78 Žakanje - NK Mladost Rečica 4:1 NK Draganić - NK Mladost Zagorje Ogulinsko 2:1 NK Cetingrad - NK Oštarije 2:2                            | NK Oštarije - NK Vatrogasac Gornje Mekušje 0:1 NK Zrinski Ozalj - NK Duga Resa 1929 0:1 NK Vrlovka Kamanje - NK Ogulin 1:3 NK Dobra Sveti Petar - NK Mostanje ALL Karlovac 2:1 NK VOŠK Belavići - NK Croatia '78 Žakanje 2:3 NK Mladost Rečica - NK Draganić 2:4 NK Mladost Zagorje Ogulinsko - NK Cetingrad 1:2    |
| NK Duga Resa 1929 - NK Oštarije 6:0 NK Ogulin - NK Zrinski Ozalj 2:1 NK Croatia '78 Žakanje - NK Dobra Sveti Petar 2:1 NK Mostanje ALL Karlovac - NK Vrlovka Kamanje 2:2 NK Draganić - NK VOŠK Belavići 3:3 NK Cetingrad - NK Mladost Rečica 2:4 NK Vatrogasac Gornje Mekušje - NK Mladost Zagorje Ogulinsko 6:0 | NK Croatia '78 Žakanje - NK Mostanje ALL Karlovac 1:4 NK Dobra Sveti Petar - NK Draganić 7:1 NK VOŠK Belavići - NK Cetingrad 2:2 NK Mladost Rečica - NK Vatrogasac Gornje Mekušje 1:1 NK Mladost Zagorje Ogulinsko - NK Duga Resa 1929 0:6 NK Zrinski Ozalj - NK Vrlovka Kamanje 2:3 NK Oštarije - NK Ogulin 30. svibnja 1:8                | NK Mostanje ALL Karlovac - NK Zrinski Ozalj 1:1 NK Vrlovka Kamanje - NK Oštarije 5:1 NK Ogulin - NK Mladost Zagorje Ogulinsko 6:0 NK Duga Resa 1929 - NK Mladost Rečica 7:1 NK Vatrogasac Gornje Mekušje - NK VOŠK Belavići 5:1 NK Cetingrad - NK Dobra Sveti Petar 3:4 NK Draganić - NK Croatia '78 Žakanje 2:4    |
| NK VOŠK Belavići - NK Duga Resa 1929 0:1 NK Mladost Rečica - NK Ogulin 4:1 NK Draganić - NK Mostanje ALL Karlovac 1:4 NK Croatia '78 Žakanje - NK Cetingrad 3:3 NK Dobra Sveti Petar - NK Vatrogasac Gornje Mekušje 2:6 NK Mladost Zagorje Ogulinsko - NK Vrlovka Kamanje 1:4 NK Oštarije - NK Zrinski Ozalj 1:2 | NK Duga Resa 1929 - NK Dobra Sveti Petar 2:1 NK Ogulin - NK VOŠK Belavići 10:1 NK Vrlovka Kamanje - NK Mladost Rečica 3:0 NK Mostanje ALL Karlovac - NK Oštarije 2:0 NK Vatrogasac Gornje Mekušje - NK Croatia '78 Žakanje 3:0 NK Cetingrad - NK Draganić 1:4 NK Zrinski Ozalj - NK Mladost Zagorje Ogulinsko 3:0 ↓4                        | |

## Lista strijelaca
- 30 – V. Pušić (NK Duga Resa 1929)
- 21 – Štajcer (NK Vrlovka Kamanje)
- 19 – D. Aščić (NK Mostanje ALL Karlovac), M. Puškarić (NK Ogulin)
- 17 – Benković (NK VOŠK Belavići)
- 15 – Planinac (NK Mladost Rečica)
- 14 – Babić (NK Croatia '78 Žakanje)
- 13 – D. Stipetić (NK Mladost Zagorje Ogulinsko)
- 12 – Mrzljak (NK Draganić)
- 11 – K. Mihaljević (NK Oštarije), A. Ribić (NK Dobra Sveti Petar), Dizdarević i Radonjić (NK Mostanje ALL Karlovac), Lovrić i I. Salopek (NK Ogulin)
- 10 – Pršlja, Nikolić i Starešina (NK Zrinski Ozalj), Žirovčić (NK Duga Resa 1929), V. Radman (NK Croatia '78 Žakanje), Švigač (NK Ogulin)
- 9 – Tkalac (NK Croatia '78 Žakanje)
- 8 – D. Verić (NK Dobra Sveti Petar), Kralj i Plivelić (NK Mladost Rečica), Topolnjak (NK Duga Resa 1929), Turković (NK Vatrogasac Gornje Mekušje), T. Golek (NK Cetingrad), Prebežić (NK Dobra Sveti Petar)
- 7 – Stipetić i Poljak (NK Ogulin), Pavlović i Cindrić (NK Dobra Sveti Petar), Zlatić (NK Vatrogasac Gornje Mekušje)
- 6 – Drvodelić (NK VOŠK Belavići), Grdić (NK Dobra Sveti Petar), Grman Staničić i Z. Vrđuka (NK Draganić)
- 5 – Sekulić i Vrane (NK Mladost Rečica), Domjančić i Bahorić (NK Draganić), A. Šušnjar, J. Šabić i Ajdinović (NK Cetingrad), Poljanica i Selimović (NK Mostanje ALL Karlovac), T. Žokvić (NK Vrlovka Kamanje), Franović (NK VOŠK Belavići), Bertović (NK Oštarije), Dmitrović i Kovačić (NK Vatrogasac Gornje Mekušje), I. Gruden (NK Croatia '78 Žakanje)
- 4 – Dokli i Plehinger (NK Dobra Sveti Petar), Vuletić (NK Zrinski Ozalj), Podvorac (NK Draganić), Bukovac i Kladušan (NK Croatia '78 Žakanje), Rajilić (NK Mladost Rečica), Ivanišević (NK Oštarije), Kučinić (NK Cetingrad), Šebalj (NK Duga Resa 1929), Tomislav Polović (NK VOŠK Belavići), M. Žokvić, Di. Ladika i M. Gregorac (NK Vrlovka Kamanje), Arapović (NK Vatrogasac Gornje Mekušje)
- 3 – F. Puškarić i Bertović (NK Dobra Sveti Petar), Šimunić, Furač i M. Belavić (NK Duga Resa 1929), Benić (NK VOŠK Belavići), Volarić (NK Mostanje ALL Karlovac), Mar. Tkalac, Valentić i Mamić (NK Zrinski Ozalj), Brčina, Hrastov i Dervišević (NK Vrlovka Kamanje), Pahanić (NK Draganić), Bošnjak (NK Vatrogasac Gornje Mekušje)
- 2 – V. Radaković (NK Mostanje ALL Karlovac), Mikešić, Došen i Pranjić (NK Mladost Rečica), Kovačić (NK Dobra Sveti Petar), M. Pušić, Jurčević, Legek i Stipčić (NK Duga Resa 1929), Barić i Gatarić (NK Zrinski Ozalj), Dujmić, D. Vučić, Salopek i Prebežić (NK Mladost Zagorje Ogulinsko), I. Štefanac, Z. Medved, Dolić i Katić (NK Cetingrad), Milanković, Matijević i Štokan (NK Vatrogasac Gornje Mekušje), Brunski i M. Kolić (NK Croatia '78 Žakanje), Salopek (NK Oštarije), Jagatić, Klarić i R. Bujan (NK Draganić), Slišković (NK Ogulin)
- 1 – Stojković, Ivanić, Bišćan i Berislavić (NK Duga Resa 1929), Janjac, I. Radman i F. Rehorić (NK Croatia '78 Žakanje), Ribić, Perković, Gršak, Marjanović, Vuletić, Šimić i Z. Aščić (NK Mostanje ALL Karlovac), Rendulić, G. Golek, G. Štefanac, Kendić, I. Medved i Dukić (NK Cetingrad), D. Radaković, M. Radaković, Demić, Klobučar, Latin, Kuterovac (NK Zrinski Ozalj), Z. Stipetić, Vukojević, Sabljak, Vidoš i Murati (NK Ogulin), P. Ribić, Turković, J. Salopek i M. Puškarić (NK Dobra Sveti Petar), Ostarčević, Tomica Polović, Stojković, Vuljanić, Laskač i T. Škrtić (NK VOŠK Belavići), I. Stipetić, F. Francetić, M. Kolić, Drašković, A. Paušić i Letica (NK Mladost Zagorje Ogulinsko), Belančić, Kesner, T. Mihaljević, Cazin, Božičević i M. Stošić (NK Oštarije), Čović i Vuković (NK Vatrogasac Gornje Mekušje), Golub, Gačak i Mišković (NK Draganić), Vukić, Sekulić, Vrban i Vinski (NK Mladost Rečica), Jambrošić, Čulig, Prahović i S. Priselac (NK Vrlovka Kamanje)